# Зелёные насаждения
Зелёные насажде́ния — совокупность древесных, кустарниковых и травянистых растений на определённой территории. В городах они выполняют ряд функций, способствующих созданию оптимальных условий для труда и отдыха жителей города, основные из которых — оздоровление воздушного бассейна города и улучшение его микроклимата. Этому способствуют следующие свойства зелёных насаждений:
- поглощение углекислого газа и выделение кислорода в ходе фотосинтеза;
- понижение температуры воздуха за счёт испарения влаги;
- снижение уровня шума;
- снижение уровня загрязнения воздуха пылью и газами;
- защита от ветров;
- выделение растениями фитонцидов — летучих веществ, убивающих болезнетворные микробы;
- положительное влияние на нервную систему человека.

Зелёные насаждения делятся на три основные категории:
- общего пользования (городские леса, сады, парки, скверы, бульвары);
- ограниченного пользования (внутри жилых кварталов, на территории школ, больниц, других учреждений);
- специального назначения (питомники, санитарно-защитные насаждения, кладбища и т. д.).

## Норма озеленения
Норма площади озеленения городов, установленная Всемирной Организацией Здравоохранения (ВОЗ) равна 50 м² городских зелёных насаждений на одного жителя. Плохими по условиям озеленения считаются города, где растительность занимает менее 10 % площади города, хорошими – 40–60 %. 
Норма зелёных насаждений общего пользования для крупных городов — 21 м² на одного человека, или 2,1 га на 1000 человек.

## Основные элементы композиции зелёных насаждений
Сложная система композиций зелёных насаждений садов, парков и других объектов зелёного строительства состоит из следующих основных элементов: 
- Солитеры.
- Древесные группы.
- Древесные массивы.
- Линейные насаждения.
- Зелёные стены, живые изгороди, бордюры, боскеты.
- Фигурные зелёные изделия.
- Вьющиеся древесные растения[3].